# Józef Szermentowski

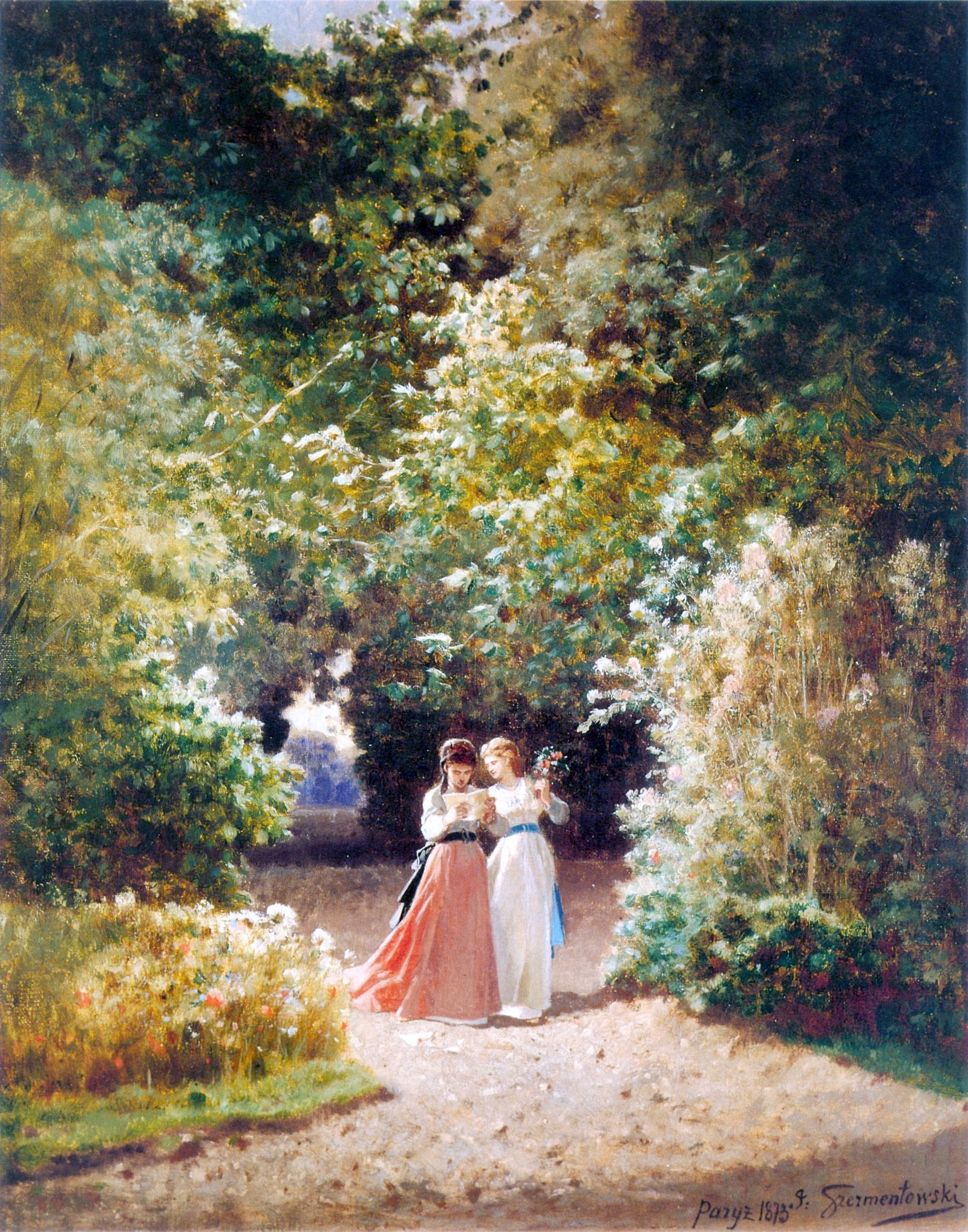
„Im Park“ (poln. W parku), 1873, Öl auf Leinwand, Bestand: Nationalmuseum Breslau

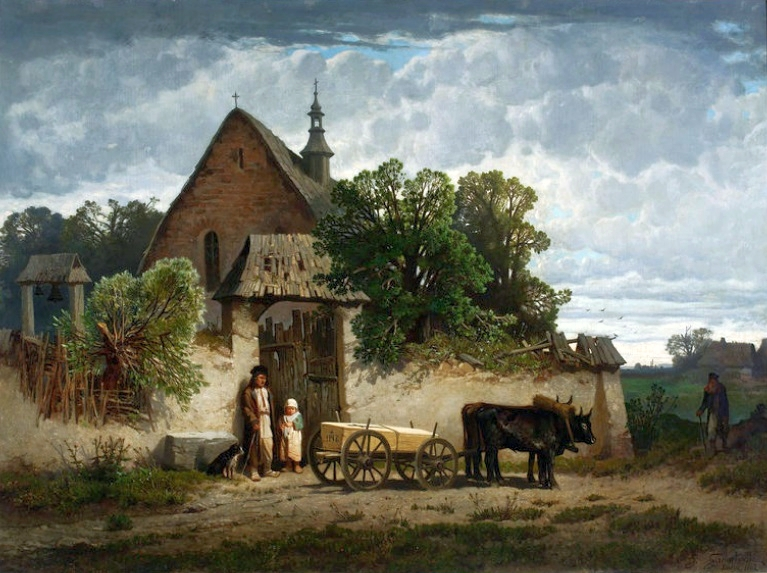
„Das Bauernbegräbnis“ (poln. "Pogrzeb chłopski"), 1862, Öl auf Leinwand, Bestand: Nationalmuseum Warschau

Józef Szermentowski (* 4.jul. / 16. Februar 1833greg. in Bodzentyn; † 6. September 1876 in Paris) war ein polnischer Landschaftsmaler.

## Leben
Von 1849 bis 1853 wohnte Szermentowski im Haus des Kunstsammlers und Mäzens Tomasz Zieliński in Kielce; zeitweise wurde er hier von Franciszek Kostrzewski in der Malerei unterrichtet. Von 1853 bis 1857 studierte er dann in Warschau an der Akademie der Bildenden Künste unter Christian Breslauer und Juliusz Kossak; ab 1858 war Wojciech Gerson sein Privatlehrer.
Im Jahr 1860 wechselte er mit einem Stipendium nach Paris, wo er sich niederließ. Er kehrte nur noch zweimal auf Reisen nach Polen zurück; 1866 besuchte er Kielce und 1888 Krakau sowie die Tatra. 1869 bereiste er die Pyrenäen. Von 1865 bis 1876 stellte er auf den Pariser Salons aus und zeigte seine Bilder auch international – so in Wien, in London (hier gewann er 1871 eine Silbermedaille) und in Polen. Er war ein Freund von Cyprian Kamil Norwid und wurde auf dem Friedhof Les Champeaux in Montmorency beerdigt. Ein Enkelsohn war Eugeniusz Szermentowski, ein polnischer Journalist und Schriftsteller.

## Werk
Szermentowski malte in Öl und Aquarell, vorwiegend Landschafts- und Genrebilder. Überwiegend wählte er polnische Motive. Seine frühen Werke sind vom Realismus dominiert, der sich an der Akademie in Warschau entwickelte. In seiner Pariser Zeit nahm er Verbindung zu Anhängern der Schule von Barbizon auf; malerische und formale Mittel traten nun stärker in den Vordergrund. Licht- und Schattenwirkungen widmete er sich dabei besonders. Er gehörte zu den ersten polnischen Landschaftsmalern, die sich um korrekte Wiedergabe von Lichteffekten bemühten (siehe nebenstehendes Gemälde „Im Park“).